# Звездина, Анастасия Михайловна
Анастасия Михайловна Звездина́ (1920—1943) — советская подпольщица в годы Великой Отечественной войны, связная штаба Карельского фронта.

## Биография
Родилась в карельской крестьянской семье. Окончила семилетнюю школу в Мегреге, затем среднюю школу в Олонце. Поступала в лётную школу, но не прошла по состоянию зрения.
В 1939—1941 годах работала в олонецкой районной газете «Колхозник» литературным сотрудником, затем в Олонецком райкоме ЛКСМ председателем комиссии по работе со школьниками.
С 1941 года — первый секретарь Олонецкого райкома ЛКСМ. С началом Советско-финской войны участвовала в оборонных работах, в организации эвакуации жителей, в оборонительных боях в составе Олонецкого истребительного батальона. После оккупации Олонецкого района финскими войсками, направлена на работу в Пудожский район заместителем секретаря районного комитета ЛКСМ.
В феврале-марте 1942 обучалась в спецшколе при ЦК ВКП(б) Карело-Финской ССР, была введена в состав Олонецкого подпольного райкома ВКП(б), действовавшего на оккупированной территории.
В июне 1942 года группа подпольщиков, в которую вошла Анастасия Звездина, была заброшена на парашютах на территорию Олонецкого района для сбора разведывательных данных. Группа обследовала линию финской обороны и устроила ряд диверсий.
4 октября 1942 года Анастасия Звездина и радистка Ольга Филиппова были захвачены оккупантами и доставлены в олонецкую тюрьму. 17 февраля 1943 года разведчицы были расстреляны.
Анастасия Михайловна Звездина была посмертно награждена орденом Красной Звезды, а в октябре 1990 года — орденом Ленина.

## Память
- Школа в селе Мегрега носит имя Анастасии Звездиной.
- В городе Олонце именем Анастасии Звездиной названа улица[1].